# 金子太郎 (大蔵官僚)
金子 太郎（かねこ たろう、1925年（大正14年）8月30日 - 2020年（令和2年）12月26日）は、日本の大蔵官僚。環境庁（当時）事務次官、丸三証券社長、会長、エコノミスト、株式投資のプロ。フィランソロピストとして、財団の理事を務めた。

## 来歴

### 生い立ち
中国山東省青島で生まれ。父（金子慶治）は新潟県刈羽郡南鯖石村（現柏崎市）出身で、当時日本最大の鈴木商店を経て独立ビジネスや不動産投資で成功し、戦後、東京・田園調布の邸宅を連合国軍最高司令官総司令部（GHQ）に一時没収されていた。母（旧姓城野民子）は博多の商家の出身。賢母の母に連れられ終戦より前に帰国後、八幡小学校、旧制横浜第一中学校、第一高等学校 (旧制)を経て、東京帝国大学法学部に入り、1949年3月に東京大学法学部政治学科を卒業。同年4月に大蔵省入省。理財局経済課配属。入省から3か月後に見返資金課が増設され、見返資金課配属となった。

### 大蔵官僚時代
入省同期に高橋元（日本開発銀行総裁、事務次官、主税局長、経済企画庁長官官房長）、徳田博美（野村総研理事長、銀行局長）、戸塚岩夫（関税局長、理財局次長（旧理財担当））、北田栄作（退官後は電源開発理事。造幣局長）ら戦後の日本の経済をけん引した大蔵官僚がいる。同期の徳田博美によると、金子は同期の北田らとトップ4名の一人として入省。
天皇家が私的財産を持つことが法律上できないため、政府の予算で出費を予想することが合理的でないと考え、大蔵省から宮内庁に出向している間に、大蔵省と交渉し、内廷費という項目を設定し、残余部分の資産運用を始めた。大蔵省から宮内庁への出向はそれまで2年であったが、当時の宮内庁長官から「お上（昭和天皇）のご意向」として1年の出向期間延長を求められ、合計3年間宮内庁に出向していた。当初の内廷費の資産運用は、日本経済団体連合会の会長の石坂泰三を運用責任者と定めたが、石坂泰三は、金子太郎の株式市場の分析と資産運用の才能を見抜き、一任していた。内廷費は、テニスが好きで、当時皇太子だった上皇ともプレイする機会があったが、他の宮内庁職員がやや手加減するところ金子だけは試合に勝ってしまい、のちに平成の時代天皇に面会した際「たしか、金子さんには、テニスで負けたままになっていましたね」と言われて返答に窮した。
金子が入省した当時の大蔵省では、証券取引委員会が置かれていたが、当時人気のなかった証券取引委員会に、自ら配属を希望した。後の銀行局長になる徳田博美と一緒に、日本の金融や資本市場をニューヨークやロンドンに追いつかせるため、さまざまな政策を提言し、実行した。日本の高度成長期の金融を支えた有言実行のリーダーの一人に数えられている。海外での評判も高く、1980年代に東京証券取引所に上場している銘柄の時価総額の合計が、アメリカを抜き、トップになった。1989年には、世界の時価総額のトップは、日本興業銀行、住友銀行、富士銀行、第一勧業銀行の4社で独占した。
戦時中特殊潜航艇（人間魚雷）であと何日かで死ぬことになっていたという経験からか、大蔵省主計局勤務当時、現場の実情把握の重要性を説き、厚生省（当時）主計官としては異例の回数、全国の施設を見て回り、社会福祉施設・児童養護施設充実の必要性を自ら説いた。
また、主計官時代には、運輸省（当時）が昭和47年度予算要求にあたり、大都市における民鉄線の輸送基盤整備のため「大都市基盤施設整備事業団」を新設する方針をまとめたものの、時の政府の方針として特殊法人の新設に大蔵省が難色を示し計画がとん挫した際のものがある。のちの金子本人の懐述によると、整備候補路線の1つである「新玉川線計画」を抱える東急電鉄当時社長の五島昇が単身直接主計局を訪れ、金子に「君が予算担当か。ではあなたに直接言う。君は鉄道の現場の混雑状況を知っているのか。君はこのような状況のままでよいと思っているのか。このままでは民鉄各社は必要な輸送力増強ができない。国に金がないなら知恵を出せ。それが官僚の矜持のはずだ」との主張に応じ、部下である主計局担当者と知恵を巡らせた結果、法人の新設がだめなら日本鉄道建設公団（当時）に部署を1つ新設するだけでいい、として、いわゆる「P線工事方式」を編み出した、と日本民営鉄道協会三十年史に載っている。このP線工事を活用して、大都市に数多くの鉄道が建設され、このときの五島昇との知己が、富士裾野会の会長を含め、のちの金子を財界へと引き寄せてゆく要因の一つとなったと五島昇が房広治に1988年ロンドンで述べている。
金子太郎は、正義感が強く、なれ合いや接待されるのが嫌いで、大蔵省の先輩に対しても、はっきりと物を言うことで、大蔵省内では「ケンカ太郎」と呼ばれた。これは、大蔵省内で幅広い支持を得た愛称であると思われ、かなり年次の若い世代まで浸透していた。1998年の大蔵省接待汚職事件で、大蔵省がマスコミから叩かれた時には、接待は意味のないものと接待をほとんど受けたことのない大蔵OBの金子のコメントに助けられたという後輩は多い。
大蔵省に勤めている時から、省内での許可を取り、給与のほとんどをコンプライアンス上の問題のない個別銘柄への投資をし、当時から、プロのファンドマネジャーよりも良い成績を誇っていた。
また、型破りの法律と実務が理解できている天才的な逸話も数多く残している。
田中角栄大蔵大臣(当時)の時に起こった金融危機に対して、日銀特融という法律をどのように使えばよいかを熟知していた金子がこれ使い、当時老舗の山一證券を救済し、金融危機を乗り越えた。これは、日本では1997年に量的金融緩和政策という名前で、日本銀行が無担保で無制限の金融を提供するという手法と同じである。量的金融緩和政策は、のちに、アメリカやヨーロッパなど主要各国で、クレジットクライシス(リーマン・ショック)の時に使われた。。

### M&Aの草分け
日本のM&Aの草分け的な存在と称される、ミネベア社長（当時）の高橋高見は、大蔵省資本市場課の課長であった金子に、M&Aの相談をし、金子をM&Aや資本市場のアドバイザーのような稀有な官僚と信頼をよせていた。
また、小糸製作所が、グリーンメーラーと当時称されていたT・ブーン・ピケンズにより、株の買い占めに遭遇した時にも、金子が小糸製作所のアドバイスをし、難を逃れたと小糸製作所の当時常務の青山は述べている。
丸三証券社長を退き、会長になってからも、法律と実践を駆使した独創的なビM&Aビジネスを展開。日本の上場会社の市場の透明性を増すために1990年12月に、5%ルールと株式公開買付けの法律が導入された直後の、法律改正後の最初の上場会社の経営権が移動したケースでも金子が登場する。対象会社日本ドーバーの50.1%を保有していたアメリカのコングロマリットのドーバー社のアドバイザーを、当時丸三証券の会長であった金子自らが勤めた。買い手TIグループ (TI Group。現Smiths Group Plc）側のアドバイザーには、S.G.Warburg & Co.がつき、成功に導いた。S. G. Warburg & Co.(現UBS証券)は、白洲次郎が初代日本人アドバイザーとなった、インベストメントバンクであった。S. G. Warburg & Co.は、世界最初に敵対的買収をアドバイスした名門インベストメントバンクで、当時、海外の日本の上場企業のM&A案件ではトップの実績を誇っていた。本件は、日本のM&Aのケーススタディとして、M&Aの専門書に紹介された。金子は後にUBSの日本法人の監査役に就任している。。

### マスコミとの関り
官僚時代に、日本経済新聞の大機小機で、明快な経済解説を定期的に掲載していた。また、民間企業のトップになった後も、論文やインタビュー記事が多数残っている。

### 環境省から丸三証券へ転身
丸三証券創業者の長男である長尾貫一社長が、病床から自らの余命が短いことと貫一の長男栄次郎との繋ぎとして、自ら、当時環境庁事務次官の金子に社長就任を懇願。大蔵省が金子の退職後ポジションを用意をしていたとみられるが、金子本人は自らの天下りには否定的で、のちに「退官後はすっぱりやめたい。役所の用意する特殊法人に行くよりも、慶應義塾大学で教鞭をとることについて内諾を得ていた」と語っていた。長尾貫一の「私は兜町で50年、人を見てきた。私の目に狂いはない。あなたはこの仕事が務まるし、好きなはずだ」との口説き文句を受け、1981年に急遽丸三証券の社長に就任。その直後に長尾貫一が死去。社長就任後、直ぐに、日本生命保険と日本興業銀行(現みずほ銀行)から資本調達をし、資本増強し、中堅証券として上場。証券会社の経営者としての矢継ぎ早の施策で、バブル時代の優良証券会社の一社に数えられるまでになった。
松本和男の『現代の株名人ー人生と相場哲学を語る』（日本経済新聞社、1989年）には、日本を代表する相場師4名の一人として描かれている。
丸三証券会長を退いてからは、日本の若者の金融リテラシーをあげるため、講演を続けていた。
2020年12月26日、死去。95歳没。

## 略歴
- 1949年4月：大蔵省入省。
- 1949年7月：理財局見返資金課。
- 1951年4月：理財局外債課。
- 1951年4月：大阪国税局調査査察部調査第二課。
- 1952年7月：大蔵国税局総務部総務課。
- 1953年7月：伊勢崎税務署長。
- 1954年12月：主税局税関部業務課長補佐心得。
- 1955年7月：主税局税関部業務課長補佐。
- 1957年9月：主税局税関部業務課長補佐 兼 主税局税関部調査統計課長補佐。
- 1958年1月：主税局税関部業務課長補佐。
- 1958年8月：主計局主計官補佐（社会保険・労働係）。
- 1959年8月：主計局主計官補佐（労働係）。
- 1960年7月：主計局主計官補佐（農林係）。
- 1962年6月：主計局主計官補佐（厚生係）。
- 1964年7月：宮内庁長官官房主計課長。
- 1967年8月：大臣官房参事官。
- 1968年6月：主計局調査課長。
- 1969年7月：主計局調査課長 兼 主計局予算科学分析室長。
- 1970年7月：主計局主計官（運輸、郵政、専売公社、電信電話担当）。
- 1972年6月：証券局総務課長。
- 1973年6月26日：東京税関長。
- 1974年7月15日：大臣官房審議官（証券局担当） 兼 関東財務局東京証券取引所監理官。
- 1975年7月：環境庁長官官房長。
- 1978年6月：環境庁自然保護局長。
- 1979年7月：環境庁企画調整局長。
- 1980年6月17日：環境事務次官。
- 1981年7月10日：退官。